# Белиц-Гейман, Семён Павлович
Семён Павлович Белиц-Гейман (26 февраля 1921, Москва, СССР — 30 июля 2000) — советский теннисист, мастер спорта СССР (1946), Заслуженный тренер СССР (1970), основоположник научно-методической школы российского тенниса, кандидат педагогических наук (1953), профессор, один из первых популяризаторов тенниса в СССР.
Тема кандидатской диссертации — «Основные особенности техники, тактики и тренировки в современном теннисе».

## Биография
Родился в семье инженера-строителя Павла Семёновича Белиц-Геймана (1891—1947), соавтора альбома «Конструктивные детали зданий» (1938). Внук известного московского врача Семёна Алексеевича (Соломоновича) Белиц-Геймана (1863—1910), издателя и редактора основанного им в 1904 году журнала «Домашний врач».
- 1995—2000 — Вице-президент Федерации тенниса Москвы;
- 1980—1991 — Заместитель председателя Федерации тенниса СССР;
- 1970—2000 — Заведующий кафедрой тенниса и настольного тенниса ГЦОЛИФК;
- 1961—1988 — Член редколлегии ежегодника «Теннис»;
- 1959—1980 — Председатель Всесоюзного тренерского совета Федерации тенниса СССР.

Автор книг: «Техника теннисиста» (1951), «Теннис» (1954, соавтор), «Техника тенниса» (1966), «Искусство тенниса» (1971), «Теннис для родителей и детей» (1988), «Теннис: школа чемпионской игры и подготовки» (2001) — а также свыше 300-х статей, учебных пособий и научно-методических материалов по теннису. Участник Великой Отечественной войны; подполковник запаса. Лауреат национальной теннисной премии «Русский кубок» (1998) в номинации «За вклад в спортивную науку».
Один из первых организаторов Кубка Кремля.
В теннис начал играть в 11 лет на станции Загорянская под Москвой. 1-й тренер — Николай Иванов. Выступал за ДСО «Динамо».
Скончался 30 июля 2000 года в Москве. Похоронен на Ваганьковском кладбище (участок 22).

## Достижения
- 1936 — Чемпион Москвы среди мальчиков;
- 1937 — Чемпион Москвы и СССР среди юношей в парном разряде;
- 1938, 1939, 1940, 1944, 1945, 1946, 1947, 1948 — Чемпион Москвы;
- 1945 — Чемпион ЦС ДСО «Динамо»;
- 1945 — Чемпион Москвы в миксте;
- 1951, 1953, 1954, 1955, 1956 — Победитель Всесоюзных зимних соревнований по теннису в парном разряде;
- 1954, 1956 — Чемпион СССР в парном разряде;
- 1956 — Победитель Спартакиады народов СССР;

Входил в десятку сильнейших теннисистов СССР (1943—1953). Правша. Ярый приверженец игры у сетки, один из первых среди советских теннисистов, кто использовал подачу для выхода к сетке, и «вратарско-акробатические» приемы в игре у сетки «с лета». Основные козыри — мощный смэш, отменные по силе и точности удары над головой.

## Семья
- Жена — Зоя Черятова — одна из сильнейших теннисисток СССР 1940-х годов. Выступала в миксте с Николаем Озеровым. Первый тренер Раузы Ислановой.
- Сын — Павел Белиц-Гейман, советский и российский журналист, дипломат, переводчик;
- Двоюродный брат — Семен Викторович Белиц-Гейман — советский пловец, серебряный и бронзовый призёр Олимпийских игр 1968 года, заслуженный мастер спорта СССР, спортивный журналист.